# Sant Climent de Torogó
Sant Climent de Torogó és l'església romànica del poble de Torogó, en el terme actual de Tremp, dins de l'antic terme d'Espluga de Serra.
Originalment fou un santuari (és així esmentada el 974), i just deu anys després, el 984, ja acull un priorat benedictí del monestir d'Alaó. És probable que a partir de l'establiment del priorat sorgís el poble al voltant seu.
Gràcies a la documentació conservada del monestir d'Alaó, Sant Climent de Torogó és una església, i priorat, àmpliament documentada des del segle ix. En el moment de la seva decadència és possible que els seus monjos anessin a engruixir el nou priorat creat a Sant Pere dels Masos de Tamúrcia.
És una església molt transformada al llarg dels segles, fins al punt que es fa difícil de reconèixer-ne els elements romànics. És allargassada, de forma desproporcionada; té una sola nau, coberta amb volta de canó irregular: rebaixada als peus de la nau i més estreta i semicircular a la part propera a l'absis. La porta és al nord, i té un petit campanar d'espadanya d'un sol ull.
En un origen, aquesta església devia ser molt més petita i coberta amb fusta. Es tractaria del tram que ara presenta la volta rebaixada, contigua a l'absis. Aquest és semicircular, però allargassat, seguint models arcaics. El guix que cobreix les parets interiors impedeix fer-ne una anàlisi més acurada i precisa.
A l'exterior es veu un aparell molt primitiu, irregular, però distribuït en filades regulars.
Tot fa pensar que es tracta d'un edifici, en la seva part original, molt antic, dels voltants de l'any 1000, però que sofrí posteriors remodelacions que el dugueren a l'estat actual.